# پیکوریس پوئبلو (نیومکزیکو)
پیکوریس پوئبلو (به انگلیسی: Picuris Pueblo) یک منطقهٔ مسکونی در ایالات متحده آمریکا است که در شهرستان تائوس، نیومکزیکو واقع شده‌است. پیکوریس پوئبلو ۱٫۲ کیلومتر مربع مساحت و ۶۸ نفر جمعیت دارد و ۲٬۲۳۲ متر بالاتر از سطح دریا واقع شده‌است.